# 婺剧
婺剧，为浙江省的戏曲剧种之一，流行于金华及周边地区。其名字來源説法存疑，最流行的一種是其得名于金华的古称婺州。它是一个多声腔剧种，融合了高腔、昆腔、乱弹、徽调、滩簧和天津时调等六个不同的声腔
。代表性剧目有《孙膑与庞涓》、《黄金印》、《三请梨花》、《西施泪》等。著名演员有徐汝英、周越先、郑兰香、徐凤仙等。目前的主要演出团体有浙江婺剧艺术研究院、义乌市婺剧保护传承中心、东阳市婺剧演出有限公司、兰溪市李渔戏剧研究院等。

## 历史
婺剧在1950年代開始作為独立、完整的剧种出現，最早的相關研究也始于此時，即1950年11月蒋风、沈瑞兰在上海《戏曲报》三卷第六期發表的《婺剧介绍》。但其名稱來源仍然存疑，雖然最流行的説法是其來自于金华的古称婺州，但當時出現的許多新劇種都是以行政区域划分來命名的，而最早的職業“婺剧团”是1950年11月19日創立的、由龙游戏班“周春聚”改編成的 “衢州实验婺剧团”，此時的龙游隸屬衢州专署而不是金华专署。在此之後才有金华“新新舞台”改編的“金华专区实验婺剧团”。
此外，在婺剧出現之前，金華和衢州一帶存在著所謂的“金华戏”，有時候這被部分學者當成婺剧的源頭。但這一説法也不準確，因爲當時所謂的“金华戏”指的是今婺剧中的徽戏，其僅為婺剧中並不特別重要的一部分。浙江婺剧团演員徐汝英曾說，當地其實很少有人知道“金华戏”之名，也很少有人會把它當作婺剧。
1960年3月18日晚，毛泽东在杭州饭店小礼堂观看了婺剧折子戏《牡丹对课》。《牡丹对课》原名《三戏白牡丹》，周恩来曾三次观看了演出。毛泽东说：“这个戏应该推荐给更多的人看；这个戏虽然只有30分钟，但是意义很不错，人定胜天”。

## 专业剧团

### 国营剧团

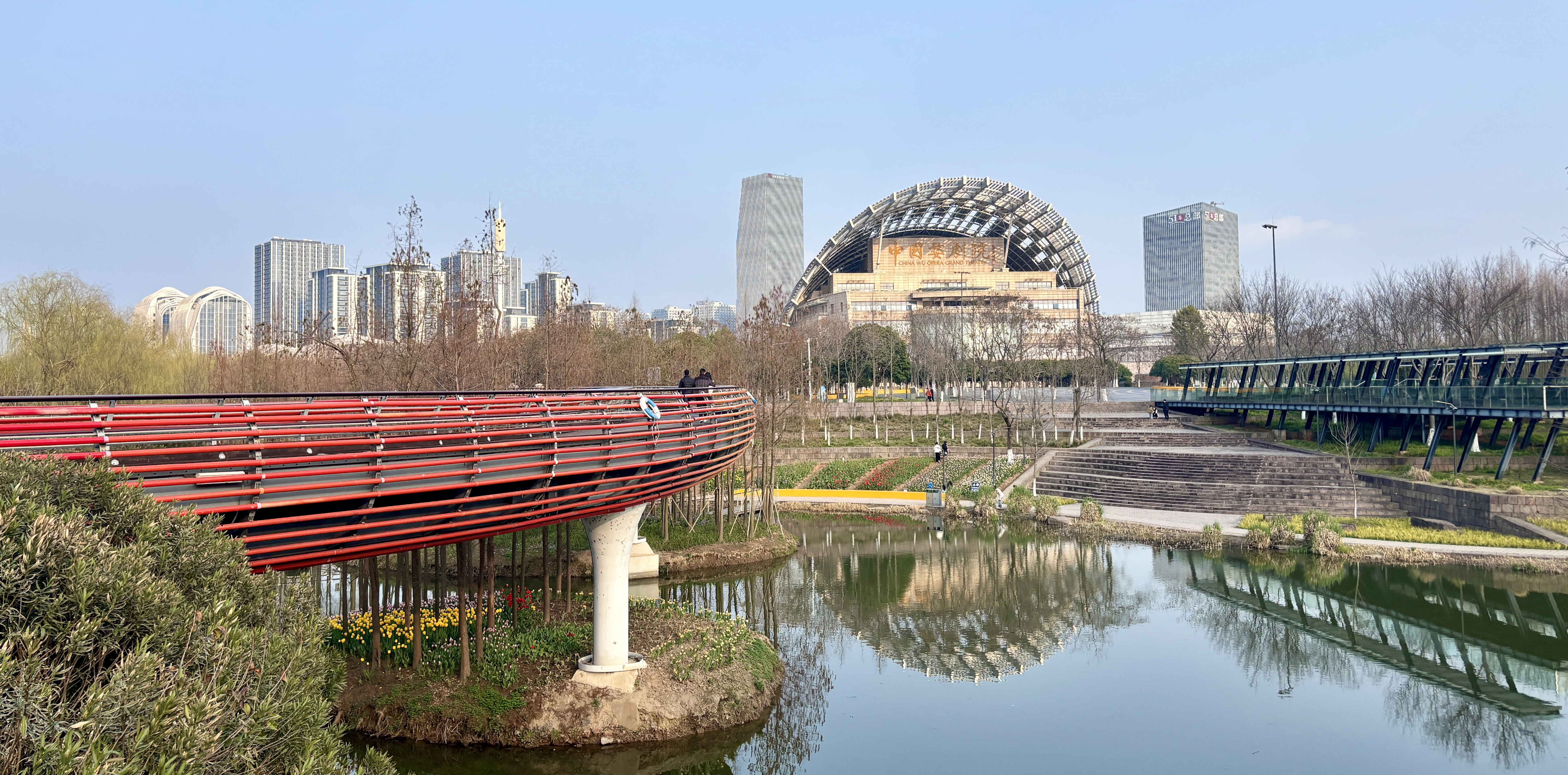
浙江婺剧艺术研究院管理的燕尾洲中国婺剧院

- 浙江婺剧艺术研究院：2011年由原浙江婺剧团和金华市婺剧团合并而成[3][4]:167，隶属金华市文化广电旅游局，管理中国婺剧院[5]。
  - 浙江婺剧团：前身是周春聚班、衢州实验婺剧团、大荣春班、大荣春共和班，1950年成立的浙江婺剧实验剧团，1956年正式改制成立浙江婺剧团。
  - 金华市婺剧团：由金华市婺剧团和金华县婺剧团合并而成。前身是徽班民生舞台、新新舞台、金华专区婺剧实验剧团。
- 兰溪市李渔戏剧研究院：2019年由原兰溪市婺剧团、摊簧研究保护中心、兰溪剧院合并而成。2020年增挂浙江婺剧艺术研究院兰溪分院牌子[6]。
- 义乌市婺剧保护传承中心：2012年由原义乌婺剧团与义乌剧院合并而成[7]。
- 江山婺剧研究院：前身先後是金華五恒婺劇團、湯溪縣婺劇團、江山婺劇團，2012年改为现名[8]。
- 东阳市婺剧艺术传承中心：1951年8月1日由王新喜和老紫云两班合并为东阳婺剧团，2013年改为现名。
- 建德市宿江演艺有限公司：前身先后是浙江戏曲学校婺剧班、建德市婺剧团
- 衢州市西安高腔传习所：前身先后是浦江新春班、新春婺剧团、衢州市婺剧团

### 已解散国营剧团
- 武义婺剧团[9]
- 浦江婺剧团
- 遂昌婺剧团
- 缙云婺剧团

## 外部連結
- 婺剧，金華市政府官網